# بورا تودوروفيتش
بوريفويي «بورا» تودوروفيتش (بالصربية: Боривоје "Бора" Тодоровић) هو ممثل صربي «يحمل سابقا جنسية مملكة يوغوسلافيا» ولد بتاريخ 5 نوفمبر 1929 في بلغراد وتوفي بتاريخ 7 يوليو 2014 في بلغراد بسبب سكتة دماغية.

## وصلات خارجية
- بورا تودوروفيتش على موقع IMDb (الإنجليزية)
- بورا تودوروفيتش على موقع ألو سيني (الفرنسية)
- بورا تودوروفيتش على موقع أول موفي (الإنجليزية)
- بورا تودوروفيتش على موقع قاعدة بيانات الأفلام السويدية (السويدية)
- بورا تودوروفيتش على موقع قاعدة بيانات الفيلم (الإنجليزية)
- بورا تودوروفيتش على موقع كينوبويسك (الروسية)

صفحته على IMDb